# Jett
Jett  – amerykański serial telewizyjny (dramat akcji, kryminał) wyprodukowany przez Fearless Media Group oraz Gato Negro Films, którego twórcą jest Sebastian Gutierrez. Serial był emitowany od 14 czerwca 2019 roku do 9 sierpnia 2019 roku przez Cinemax.
W Polsce jest emitowany od 4 maja 2019 roku przez Cinemax Polska.
16 stycznia 2020 roku stacja Cinemax ogłosiła anulowanie serialu po jednym sezonie.

## Fabuła
Serial opowiada o Daisy "Jett" Kowalski, złodziejce, która po wyjściu z więzienia powraca do dawnej profesji.

## Obsada

### Główna
- Carla Gugino jako Daisy "Jett" Kowalski[4]
- Giancarlo Esposito jako Charlie Baudelaire[5]
- Elena Anaya jako Maria[5]
- Michael Aronov jako Jack "Jackie" Dillon[5]
- Gaite Jansen jako Phoenix[5]
- Gil Bellows jako Evans[5]
- Christopher Backus jako Bennie[5]
- Gentry White jako Charles Junior[5]
- Jodie Turner-Smith jako Josie[5]
- Violet McGraw jako Alice[5]

### Drugoplanowe
- Greg Bryk jako Miljan Bestic
- Lucy Walters jako Rosalie[5]
- Mustafa Shakir jako Rufus "Quinn" Quinton[5]
- Rainbow Francks jako Carl
- Gregg Lowe jako Bobby
- Gus Halper jako Neal

## Lista odcinków
| Sezon | Odcinki | Oryginalna emisja Cinemax | Oryginalna emisja Cinemax | Emisja w Polsce Cinemax Polska | Emisja w Polsce Cinemax Polska | Emisja w Polsce Cinemax Polska |
| Sezon | Odcinki | Premiera sezonu           | Finał sezonu              | Premiera sezonu                | Finał sezonu                   |                                |
| ----- | ------- | ------------------------- | ------------------------- | ------------------------------ | ------------------------------ | ------------------------------ |
| 1     | 9       | 14 czerwca 2019           | 9 sierpnia 2019           | 13 lipca 2019                  | 7 września 2019                |                                |

### Sezon 1 (2019)
| # | Tytuł          | Reżyseria           | Scenariusz          | Premiera w Cinemax | Premiera w Cinemax Polska |
| - | -------------- | ------------------- | ------------------- | ------------------ | ------------------------- |
| 1 | Daisy          | Sebastian Gutierrez | Sebastian Gutierrez | 14 czerwca 2019    | 13 lipca 2019             |
| 2 | Charles Junior | Sebastian Gutierrez | Sebastian Gutierrez | 21 czerwca 2019    | 20 lipca 2019             |
| 3 | Phoenix        | Sebastian Gutierrez | Sebastian Gutierrez | 28 czerwca 2019    | 27 lipca 2019             |
| 4 | Frank Sweeney  | Sebastian Gutierrez | Sebastian Gutierrez | 5 lipca 2019       | 3 sierpnia 2019           |
| 5 | Bennie         | Sebastian Gutierrez | Sebastian Gutierrez | 12 lipca 2019      | 10 sierpnia 2019          |
| 6 | Josie          | Sebastian Gutierrez | Sebastian Gutierrez | 19 lipca 2019      | 17 sierpnia 2019          |
| 7 | Rosalie        | Sebastian Gutierrez | Sebastian Gutierrez | 26 lipca 2019      | 24 sierpnia 2019          |
| 8 | Dillion        | Sebastian Gutierrez | Sebastian Gutierrez | 2 sierpnia 2019    | 31 sierpnia 2019          |
| 9 | Miljan Bestic  | Sebastian Gutierrez | Sebastian Gutierrez | 9 sierpnia 2019    | 7 września 2019           |

## Produkcja
W kwietniu 2018 roku poinformowano, że główną rolę w serialu otrzymała Carla Gugino.
W czerwcu 2018 roku ogłoszono, że  Giancarlo Esposito, Elena Anaya, Michael Aronov, Gaite Jansen, Chris Backus, Gil Bellows, Violet McGraw, Jodie Turner-Smith, Gentry White, Lucy Walters oraz Mustafa Shakir dołączyli do obsady dramatu.